# Polerady (district de Most)
Pour les articles homonymes, voir Polerady.
Polerady (en allemand : Polerad) est une commune du district de Most, dans la région d'Ústí nad Labem, en Tchéquie. Sa population s'élevait à 242 habitants en 2021.

## Géographie
Le village est situé au pied sud-ouest des hauts-plateaux de Bohême centrale dans le bassin de Bohême du Nord. Polerady se trouve à 6 km à l'est du centre de Most, à 15 km au sud-est d'Ústí nad Labem et à 56 km au nord-ouest de Prague.
La commune est limitée par Bečov au nord et au nord-est, par Volevčice à l'est, par Výškov au sud, et par Lišnice à l'ouest.

## Histoire
La première mention écrite du village date de 1250. Il se trouve dans la région historique de Bohême. L’extraction du charbon débuta en 1720. Le 19 octobre 1756, cinq cents Prussiens attaquèrent le village et emportèrent 9 chevaux et 300 bovins. En 1828, une usine de saindoux fut ouverte.

## Transports
Par la route, Polerady se trouve à 10 km de Most, à 54 km d'Ústí nad Labem et à 87 km de Prague.